# Виноградівка (пункт контролю)
45°40′56″ пн. ш. 28°34′0″ сх. д. / 45.68222° пн. ш. 28.56667° сх. д.
Виногра́дівка — пункт пропуску через державний кордон України на кордоні з Молдовою.
Розташований в Одеській області, Болградський район, неподалік від однойменного села на автошляху місцевого значення. Із молдавського боку розташований пункт пропуску «Вулкенєшть» в однойменному місті, Гагаузія.
Вид пункту пропуску — автомобільний. Статус пункту пропуску — міжнародний.
Характер перевезень — пасажирський, вантажний.
Окрім радіологічного, митного та прикордонного контролю, пункт пропуску «Виноградівка» може здійснювати санітарний, фітосанітарний, ветеринарний та контроль Служби міжнародних автомобільних перевезень.
Пункт пропуску «Виноградівка» входить до складу митного посту «Ізмаїл» Південної митниці. Код пункту пропуску — 50007 11 00 (11).

## Галерея

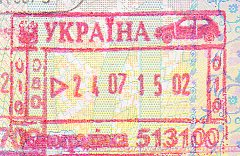
Штамп пункту пропуску "Виноградівка"